# یواس‌اس واندنا (اس‌پی-۳۵۴)
یواس‌اس واندنا (اس‌پی-۳۵۴) (به انگلیسی: USS Wandena (SP-354)) یک کشتی بود که طول آن ۶۵ فوت ۰ اینچ (۱۹٫۸۱ متر) بود. این کشتی در سال ۱۹۱۳ ساخته شد.